# 낸 마틴

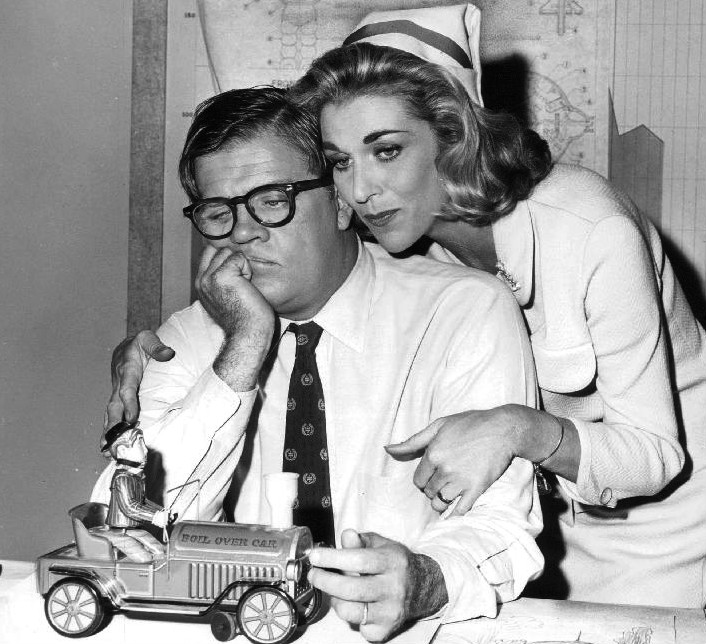

낸 마틴(Nan Martin, 1927년 7월 15일 ~ 2010년 3월 4일)는 미국의 배우이다.
디케이터에서 태어났으며 말리부에서 사망하였다. 사인은 폐기종이다.

## 영화
- 그리너 마운틴 (2005년)
- 해리스 부인 (2005년)
- 아빠의 로맨스 (2005년)
- 내겐 너무 가벼운 그녀 (2001년) - 타냐 피러 간호사 역
- 빅 에덴 (2000년)
- 캐스트 어웨이 (2000년)
- 더 드류 캐리 쇼 (1995년)
- 악령의 숨결 (1995년)
- 사랑의 소나타 (1990, Matters Of The Heart)
- 사랑 길들이기 (1989년)
- 형사 콜롬보 - 환상의 죽음 (1989년)
- Home Fires (1987)
- 두 남자 (1987년)
- 나이트메어 3 - 꿈의 전사 (1987년) - 메리 헬렌 수녀/아만다 크루거 역
- 두 영혼의 남자 (1984년)
- 아이 테이크 디즈 맨 (1983년)
- 불만의 겨울 (1983년)
- 가시나무 새 (1983년)
- 프라임 서스펙트 (1982년)
- 더 골든 허니문 (1980년)
- 러빙 커플스 (1980년)
- 스몰 서클 오브 프렌즈 (1980년)
- 저 하늘에도 태양이 2 (1978년)
- 잭슨 카운티 제일 (1976년)
- 저 하늘에 태양이 (1975년) - 준 킨못 역
- 더 영 너즈 (1973년)
- 굿바이 컬럼버스 (1969년) - 미시즈 벤 패티킴 역
- 포 러브 오브 아이비 (1968년)
- 쓰리 인 더 아틱 (1968년)
- FBI (1965년)
- 도망자 (1963년)
- 토이즈 인 더 아틱 (1963년)
- 회색 양복을 입은 사나이 (1956년)